# Нийл Даймънд
Нийл Даймънд (на английски: Neil Diamond) е американски певец, автор на песни и актьор, много популярен през 60-те, 70-те и 80-те години на XX век.
Роден е на 24 януари 1941 г. в еврейско семейство. Участва в училищния хор заедно с Барбара Страйсънд. Прави пробив с песента I’m a Believer през 1967 година, изпълнявана от „Мънкис“, която се задържа седем седмици на първо място в класациите. Неговата песен Sweet Caroline, посветена на Каролайн Кенеди, е изпълнявана от известни певци като Елвис Пресли и Франк Синатра.
За 16-ия си рожден ден получава първата си китара. След като завършва гимназия, Даймънд е приет да учи фехтовка в Нюйоркския университет, но напуска след втората си година, за да гради музикалната си кариера.
През 1966 г. Даймънд сключва договор с компанията Bang Records, която издава сингъла му Solitary Man – една от хитовите му песни.
През 2018 г. е удостоен с „Грами“ за цялостно творчество.